# Elena Cornaro Piscopia

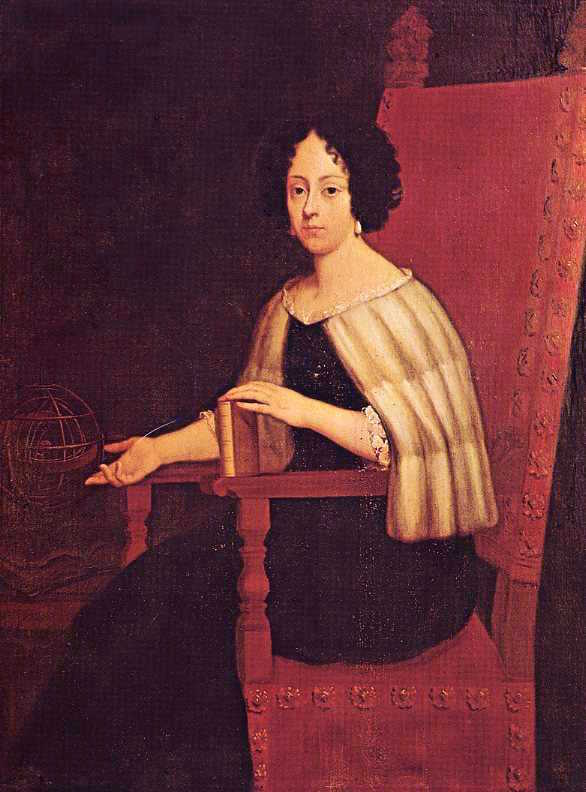
Elena Cornaro Piscopia

Elena Lucrezia Cornaro Piscopia (ur. 5 czerwca 1646, zm. 26 lipca 1684) – włoska matematyczka i filozofka, pierwsza kobieta, która otrzymała stopień naukowy doktora.

## Życiorys
Urodziła się w zamożnej i starożytnej rodzinie weneckiej Cornaro, z której pochodziło kilku papieży i kardynałów. Nazwisko „Piscopia” utworzono od nazwy rodowego zamku (daru królowej Cypru).
Otrzymała od ojca staranną edukację domową. Gdy miała 7, lat miejscowy proboszcz uznał ją z powodu jej zdolności do nauki za „cudowne dziecko”. Nauczyła się języków: łacińskiego, hebrajskiego, arabskiego, chaldejskiego, francuskiego, hiszpańskiego i angielskiego, za co nadano jej przydomek „Oraculum Septilingue”. Uczyła się także filozofii, astronomii, matematyki i teologii. Była również uzdolniona muzycznie, grała na harfie, klawesynie i skrzypcach, komponowała i śpiewała. Stała się lokalną „atrakcją” Wenecji, przyciągając wielu widzów.
Była bardzo pobożna i pragnęła wstąpić do zakonu benedyktynek, ale sprzeciwił się temu jej ojciec i na jego polecenie rozpoczęła studia na Uniwersytecie Padewskim. Była tam w latach 1672–1678 pierwszą kobietą-studentką teologii. Otrzymała tytuł magistra, a następnie 25 czerwca 1678 stopień doktora filozofii (jako pierwsza kobieta w historii).
Do śmierci wykładała matematykę na Uniwersytecie Padewskim. Znajduje się tam dziś jej posąg z marmuru. Aż do drugiej połowy XX wieku żadna inna kobieta nie uzyskała doktoratu na tym uniwersytecie.